# آرنگو

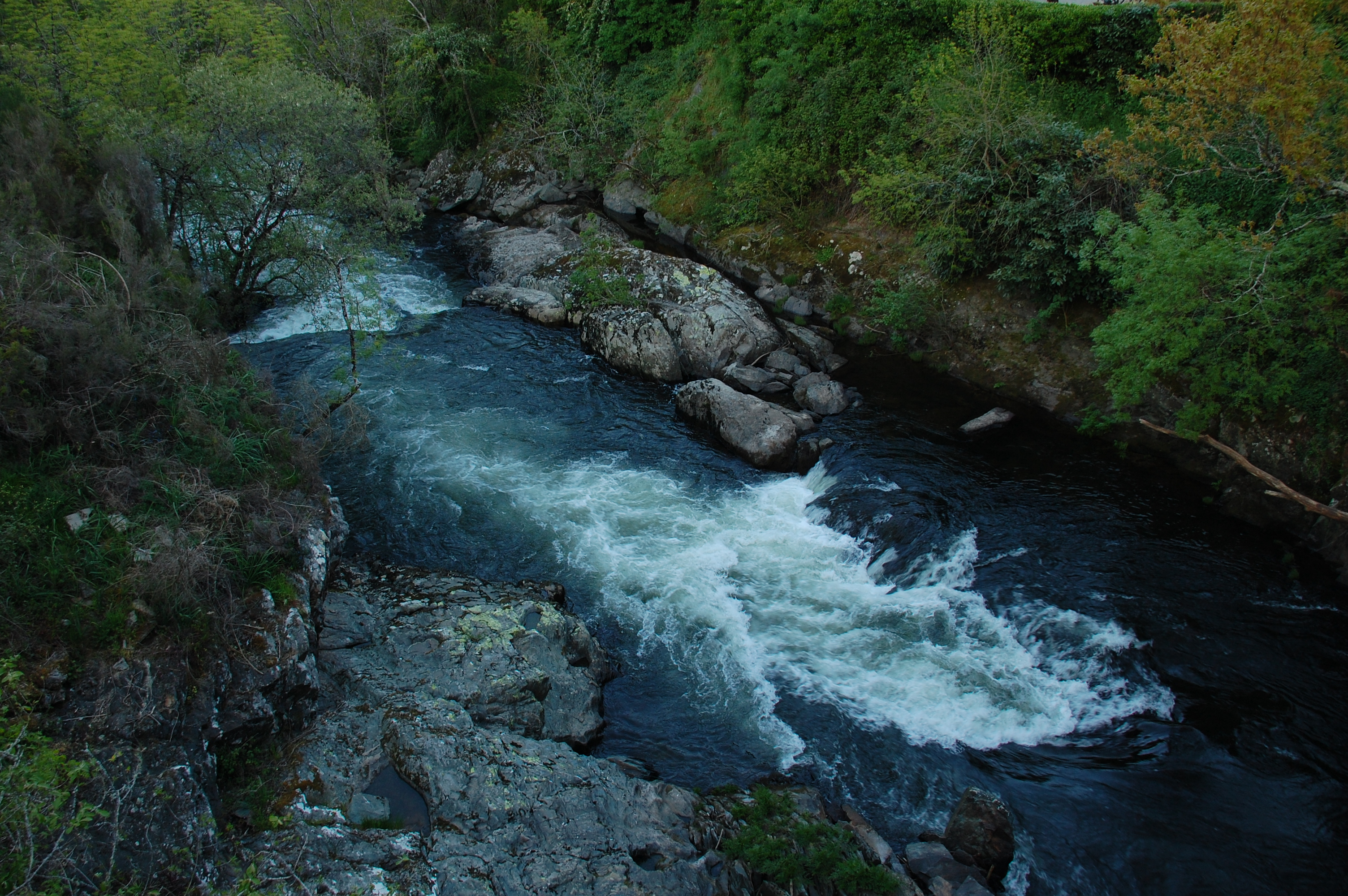
نما از پل سنرا

رودخانه آرنگو (به انگلیسی: Arnego River)، رودی در استان پنتبدرا، گالیسیای اسپانیا است. این رود، ریزابه‌ای از اولا است.